# A Couple of Cuckoos
«A Couple of Cuckoos» (яп. カッコウの許嫁, Cuckoo no Iinazuke, Пара зозуль) — серія манґи, написана та ілюстрована Мікі Йошікавою. Спочатку була опублікована як ван-шот у вересні 2019 року, а потім почала серіалізацію в журналі «Weekly Shōnen Magazine» видавництва Kodansha у січні 2020 року. Аніме-серіал, створений студіями Shin-Ei Animation та SynergySP, транслювався з квітня по жовтень 2022 року. Прем'єра другого сезону, виробництвом якого займається Okuruto Noboru, запланована на липень 2025 року.

## Сюжет
Наґі Уміно є 17-річним учнем другого року старшої школи, який дізнається, що він не є біологічною дитиною сім'ї, яка його виростила. На шляху до його першої зустрічі з його біологічною сім'єю, він зустрічає Еріку Амано, популярну інтернет-знаменитість, яка намагається втекти від домовленого шлюбу. Пізніше, Наґі та Еріка виявляють, що лікарня випадково поміняла їх двох після їхніх народжень, і їхні батьки тепер мають на меті влаштувати їх у домовлений шлюб; таким чином, вони, егоїстично, не повинні будуть прощатися з дітьми, яких вони виростили, після того, як пропустили їхнє відповідне дитинство. Щоб сприяти цьому, їх змушують жити в будинку, що належить сім'ї Еріки; сподіваючись, що двоє закохаються до випуску, але будуть поважати їхні побажання відмовитися від цієї ідеї, якщо нічого не вийде.

## Персонажі
Наґі Уміно (яп. 海野 凪, Umino Nagi)
Сейю: Юма Учіда (PV), Кайто Ішікава (аніме) (оригінал), Ніколас Ендрю Луї (англійський дубляж)
Учень другого року Академії Меґуроґава, який займає друге місце у своєму класі за успішністю. Він є біологічним сином готельного магната, але через плутанину після народження його виховувала інша сім'я. Він закоханий у свою однокласницю Хіро Сеґаву і має намір зізнатися їй у почуттях, як тільки обійде її в шкільному рейтингу. Після виграного ним змагання, він починає зустрічатися з Хіро. Однак, він починає відчувати почуття до Еріки, усвідомивши, що зробив їй боляче, обравши Хіро.
Еріка Амано (яп. 天野 エリカ, Amano Erika)
Сейю: Маая Учіда (PV), Акарі Кіто (аніме) (оригінал), Ліндсі Шеппард (англійський дубляж)
Популярна інстаграм-знаменитість, яка є біологічною донькою сім'ї, що виховала Наґі. Вона вперше зустрічає його, знімаючи відео в парку, і змушує його прикинутися її хлопцем, щоб втекти від домовленого шлюбу, не підозрюючи, що її батьки домовилися про її заручини з Наґі та їхнє спільне проживання в одному будинку. Після того, як у її школі дізнаються про фотографії, які вона зробила з ним, її змушують перевестися до школи Наґі. Вона вирішила завести акаунт в Instagram, щоб знайти когось, кого вона шукала. Хоча спочатку вона не мала романтичних почуттів чи інтересу до нього, пізніше Еріка усвідомлює, що справді закохана в Наґі, оскільки їй боляче, коли він обирає Хіро замість неї. Тим не менш, вона продовжує відчувати почуття до біологічного старшого брата Наґі, Сосуке, людини, яку вона спочатку шукала.
Сачі Уміно (яп. 海野 幸, Umino Sachi)
Сейю: Кономі Кохара (аніме) (оригінал), Брін Епрілл (англійський дубляж)
Прийомна сестра Наґі та біологічна сестра Еріки. Вона боїться, що Наґі покине її, і пізніше тікає з дому та переїжджає до будинку, де живуть Наґі та Еріка. Пізніше в серіалі вона вирішує вступити до школи Наґі та Еріки після закінчення молодшої середньої школи. Вона також відчуває почуття до Наґі, які зросли після того, як вона дізналася, що вони не є кровними родичами.
Хіро Сеґава (яп. 瀬川 ひろ, Segawa Hiro)
Сейю: Нао Тояма
Однокласниця Наґі, яка займає перше місце у своєму класі за успішністю. Вона живе в храмі та працює міко (жрицею). Пізніше вона стає подругою Еріки. З'ясовується, що вона також заручена з кимось іншим. Хоча вона хоче, щоб Наґі зійшовся з Ерікою, є натяки на те, що вона також відчуває почуття до Наґі. Іноді проявляє яндере-тенденції щодо Наґі.
Ай Мотідзукі (яп. 望月 あい, Mochizuki Ai)
Сейю: Хіна Йомія
Подруга дитинства Наґі, яка в дитинстві переїхала до Китаю через роботу батька і повертається до Японії заради Наґі. Вона також є популярною онлайн-співачкою. Вона кохала Наґі з дитинства, аж до того, що прикрасила свою кімнату його фотографіями.
Йохей Уміно (яп. 海野 洋平, Umino Yōhei)
Сейю: Рьохей Кімура
Прийомний батько Наґі. Біологічний батько Еріки та Сачі. Він та його дружина Наміє разом керують рестораном.
Наміє Уміно (яп. 海野 奈美恵, Umino Namie)
Сейю: Йоко Хікаса
Прийомна мати Наґі. Біологічна мати Еріки та Сачі. Вона та її чоловік Йохей разом керують рестораном.
Соічіро Амано (яп. 天野 宗一郎, Amano Sōichirō)
Сейю: Тошіюкі Морікава
Прийомний батько Еріки. Біологічний батько Наґі. Він є власником мережі готелів.
Ріцуко Амано (яп. 天野 律子, Amano Ritsuko)
Сейю: Юкіко Аруґа (anime) (оригінал), Monica Rial (англійський дубляж)
Прийомна мати Еріки. Біологічна мати Наґі. Вона працює телевізійним продюсером.

## Виробництво
«A Couple of Cuckoos» є першою манґа-серією, в якій Мікі Йошікава використовує цифрове малювання.

## Медіа

### Ранобе
Мікі Йошікава вперше опублікувала серію як ван-шот у журналі «Weekly Shōnen Magazine» у вересні 2019 року в рамках промоакції, за умовами якої вона мала опублікувати три ван-шоти, а читачі могли проголосувати за той, який отримає серіалізацію. Серіалізація серії розпочалася у Weekly Shōnen Magazine 29 січня 2020 року. Перший том танкобону вийшов 15 травня 2020 року. Промоційне відео до серії було випущено 11 червня 2020 року. Відео було озвучено Юмою Учідою та Мааєю Учідою, які є братом і сестрою. Станом на квітень 2025 року було випущено двадцять сім томів.
Серія ліцензована в цифровому форматі в Північній Америці компанією Kodansha USA.

#### Томи
| №  | Дата виходу       | ISBN                                          |
| -- | ----------------- | --------------------------------------------- |
| 1  | 15 травня 2020    | ISBN 978-4-06-519380-8                        |
| 2  | 17 липня 2020     | ISBN 978-4-06-519380-8                        |
| 3  | 17 вересня 2020   | ISBN 978-4-06-520597-6                        |
| 4  | 17 листопада 2020 | ISBN 978-4-06-521254-7                        |
| 5  | 15 січня 2021     | ISBN 978-4-06-521642-2                        |
| 6  | 16 квітня 2021    | ISBN 978-4-06-522522-6                        |
| 7  | 16 липня 2021     | ISBN 978-4-06-523580-5                        |
| 8  | 17 вересня 2021   | ISBN 978-4-06-524837-9                        |
| 9  | 17 листопада 2021 | ISBN 978-4-06-526000-5                        |
| 10 | 17 січня 2022     | ISBN 978-4-06-526602-1                        |
| 11 | 17 березня 2022   | ISBN 978-4-06-527283-1                        |
| 12 | 17 травня 2022    | ISBN 978-4-06-527918-2                        |
| 13 | 15 липня 2022     | ISBN 978-4-06-528431-5                        |
| 14 | 17 жовтня 2022    | ISBN 978-4-06-529488-8                        |
| 15 | 16 грудня 2022    | ISBN 978-4-06-529937-1 978-4-06-530085-5 (СВ) |
| 16 | 16 березня 2023   | ISBN 978-4-06-530628-4                        |
| 17 | 17 травня 2023    | ISBN 978-4-06-531584-2                        |
| 18 | 17 серпня 2023    | ISBN 978-4-06-532608-4                        |
| 19 | 17 жовтня 2023    | ISBN 978-4-06-533151-4                        |
| 20 | 15 грудня 2023    | ISBN 978-4-06-533885-8 978-4-06-533942-8 (СВ) |
| 21 | 16 лютого 2024    | ISBN 978-4-06-534567-2 978-4-06-534565-8 (СВ) |
| 22 | 17 квітня 2024    | ISBN 978-4-06-535176-5 978-4-06-535174-1 (СВ) |
| 23 | 17 липня 2024     | ISBN 978-4-06-536159-7 978-4-06-536136-8 (СВ) |
| 24 | 17 вересня 2024   | ISBN 978-4-06-536771-1                        |
| 25 | 15 листопада 2024 | ISBN 978-4-06-537440-5                        |
| 26 | 17 січня 2025     | ISBN 978-4-06-538066-6                        |
| 27 | 16 квітня 2025    | ISBN 978-4-06-539100-6                        |

### Аніме
У квітні 2021 року було анонсовано виробництво аніме-телесеріалу. Анімацією займаються студії Shin-Ei Animation та SynergySP, режисером виступив Йошіюкі Шірахата, головним режисером — Хіроакі Акаґі, Ясухіро Наканіші відповідав за сценарій серіалу, а Ая Такано розробила дизайн персонажів. Серіал транслювався з 24 квітня по 2 жовтня 2022 року у програмному блоці NUMAnimation телеканалу TV Asahi. Він виходив протягом двох послідовних курів. Першою початковою музичною темою стала пісня «Dekoboko» (яп. 凸凹, «Нерівний») у виконанні Кійое Йошіоки, вокалістки японського дуету Ikimonogakari, а завершальною темою була «Shikaku Unmei» (яп. 四角運命, «Квадратна Доля») у виконанні Sangatsu no Phantasia. Другою початковою темою стала пісня «Glitter» гурту Sumika, а другою завершальною темою — «Hello Hello Hello» Ейр Аоі. Crunchyroll здійснював потокове мовлення серіалу за межами Азії . Спіноф міні-аніме серіал під назвою «Kakkō no Iikagen» вийшов на YouTube 28 квітня 2022 року.
У липні 2024 року було анонсовано другий сезон. Його виробництвом займеться студія Okuruto Noboru, сценаристом і режисером виступить Масакадзу Хішіда, Кьоко Чіка розробить дизайн персонажів, а Рей Ішізука повернеться як композитор. Прем'єра сезону запланована на 8 липня 2025 року на Tokyo MX та інших каналах. Відкриваюча пісня — «Kimi ga Kureta mono» (укр. Що ти мені дав) у виконанні Asmi, тоді як закриваюча пісня — «Anata de Nakucha» (яп. あなたでなくちゃ, «Це має бути ти») у виконанні 22/7.

#### Серії
| № серії | Назва серії | Режисер(и)       | Сценарист(и)     | Режисер(и) анімації | Оригінальна дата показу |
| --- | --- | ---------------- | ---------------- | ------------------- | ----------------------- |
| 1 | «Ти будеш моїм хлопцем» Транслітерація: «Watashi no Kareshi ni Narinasai yo» (яп. 私の彼氏になりなさいよ)                                              | Йошіюкі Шірахата | Ясухіро Наканіші | Йошіюкі Шірахата    | 24 квітня 2022          |
| Шістнадцять років тому двох немовлят випадково переплутали в пологовому будинку. У наш час Наґі Уміно має вперше зустрітися зі своїми біологічними батьками. Наґі бачить дівчину, Еріку Амано, яка збирається стрибнути з мосту, і зупиняє її. Вона пояснює, що записувала відео для Інсти, де є інтернет-знаменитістю, щоб спровокувати своїх багатих батьків скасувати її домовлений шлюб. Замість цього вона шантажує Наґі, змушуючи його прикидатися її хлопцем. Кілька фанатів Еріки намагаються побити Наґі за стосунки з нею, але Наґі перемагає їх, показуючи, що його прийомні батьки — колишні правопорушники. Еріка вирішує просто вдарити свого нареченого замість того, щоб шантажувати Наґі, і йде. Наґі поспішає на зустріч зі своїми прийомними та біологічними батьками, які пояснюють, що, оскільки вони не хочуть втрачати дітей, яких виростили, вони хочуть, щоб ті одружилися. Входить Еріка, і виявляється, що вона — немовля, з яким переплутали Наґі, а тепер його офіційна наречена. Еріка виконує своє рішення і б'є його. Наґі повертається до школи і бачить Хіро Сеґаву, свою академічну суперницю та предмет симпатії, якій він вирішив зізнатися лише після того, як перевершить її результати іспитів, оскільки вона колись сказала йому, що зустрічатиметься лише з розумнішим за себе чоловіком. Тим часом сестра Наґі, Сачі, усвідомлює, що це відкриття означає, що вони не є кровними братом і сестрою.                                                                  | |                  |                  |                     |                         |
| 2 | «Я не збираюся виходити за тебе заміж» Транслітерація: «Kekkon nara Shinai wa yo?» (яп. 結婚ならしないわよ？)                                          | Маю Нумаяма      | Ясухіро Наканіші | Куніхіса Сугісіма   | 1 травня 2022           |
| Наґі здивований візитом Еріки до його дому. Через своє багате виховання Еріка абсолютно не розуміє звичайного життя і не може повірити, що вся сім'я Наґі живе в такому маленькому будинку. Вона запрошує Наґі до свого родинного маєтку, розкішного особняка, також розповідаючи, що їм належать шість подібних будинків по всій Японії та в інших країнах. Наґі починає серйозно сумніватися в успіху їхнього шлюбу і вирішує, що йому потрібно розірвати їхні заручини. Еріка раптово випереджає його і вимагає зустрітися з його батьками, щоб повідомити їм про це. У їхній закусочній батьки Наґі надмірно люб'язні з Ерікою, Наґі панікує, а Еріка помітно засмучується. Коли вони наполягають, щоб Еріка зустрілася з Сачі, її біологічною сестрою, Еріка різко йде, плачучи, і зізнається Наґі, що його батьки такі добрі люди, що вона не могла їх розчарувати, розірвавши заручини. Заспокоївши її, Наґі повертає її до закусочної, і всі разом вечеряють як сім'я. Сачі таємно кладе палички Еріки до їхньої сімейної підставки для столових приборів, натякаючи, що Еріка їй подобається. Проводжаючи Еріку додому, Наґі зустрічає її батька, свого біологічного батька, який впевнений, що, незважаючи на їхню незвичайну зустріч, вони добре поладнають як подружжя. Настільки впевнений, що на доказ цього він купив їм будинок і наполягає, щоб вони жили там разом два тижні. | |                  |                  |                     |                         |
| 3 | «Ти мене не переможеш!!!!» Транслітерація: «Zettai ni Makenai kara!!!!» (яп. 絶対に負けないから!!!!)                                                   | Йошітака Нагаока | Ясухіро Наканіші | Йошітака Нагаока    | 8 травня 2022           |
| Наґі вирішує провести два тижні, готуючись до наступного іспиту, щоб перемогти Хіро. Він чує крик Еріки і вривається до ванної кімнати, застаючи її абсолютно голою, наляканою нешкідливою ящіркою. Наґі змушений позичити навчальні матеріали Еріки в обмін на фотографії для її соціальних мереж. Випадково вони роблять кілька фотографій, які виглядають як парні. Наґі пояснює, що він одержимий навчанням, щоб підтримати своїх батьків, коли вони вийдуть на пенсію, тоді як Еріці подобаються соціальні мережі, тому що вона сподівається, що, якщо стане відомою, хтось, кого вона шукала, зв'яжеться з нею. Наґі дізнається, що він справді переміг Хіро на іспиті, і Хіро просить зустрітися з ним наодинці. Наґі очікує, що вона зізнається, оскільки він довів, що достатньо розумний для неї, але замість цього вона заявляє, що програла лише тому, що пропустила іспит через сімейний похорон, і вона переможе його на наступному іспиті. Її змагальність викликає у Наґі ще більше захоплення. Наґі застуджується і непритомніє, все ще намагаючись вчитися. Еріка доглядає за ним і зізнається, що його відданість навчанню вразила її, що дивує Наґі, оскільки всі інші постійно кажуть йому, що він занадто багато вчиться. Показано, що Хіро наполегливо працює, щоб перемогти Наґі. | |                  |                  |                     |                         |
| 4 | «Чи не підеш ти зі мною на побачення?..» Транслітерація: «Ore to Tsukiatte Kuremasu ka...?» (яп. 俺と付き合ってくれますか…？)                          | Шудзі Сайто      | Ясухіро Наканіші | Хірокі Ітай         | 15 травня 2022          |
| Хіро запитує Наґі, чому він так старався її перемогти, тому він пояснює, що знав, що вона зустрічатиметься лише з кимось розумнішим за неї. Хіро нагадує йому, що це був лише перший іспит, у якому він її переміг, тоді як вона перемагала його десять разів; вона також зізнається, що вже заручена. Еріка нагадує Наґі, що це його остання ніч, яку він проводить з нею, і вони домовляються сказати своїм батькам, що ненавиділи цей досвід. Однак Наґі дізнається, що його сім'я переїхала до готелю після того, як у їхньому будинку прорвало трубу, що змушує його продовжувати жити з Ерікою. Сачі засмучена тим, що Наґі не повернеться додому, і вирішує відвідати їх. Еріка панікує, оскільки Сачі технічно її справжня сестра. Перша зустріч видається незручною, тому, щоб розрядити обстановку, Наґі наполягає, щоб вони разом приготували вечерю. Еріка ніколи не готувала і не знає елементарних речей, тоді як Сачі не знайома з дорогими приладами на кухні Еріки, тому Наґі в підсумку готує більшість страв. Під час вечері він зазначає, що Еріка та Сачі насправді досить схожі у своїй поведінці. Еріка віддає Сачі кілька своїх суконь, дізнавшись, що у неї є лише шкільна форма та старі хлопчачі речі Наґі. Вона також повідомляє Сачі, що вони з Наґі не мають наміру одружуватися. Перед тим, як піти, Сачі фотографується з Ерікою. | |                  |                  |                     |                         |
| 5 | «Можемо ми проводити наші ранкові заняття разом?..» Транслітерація: «Issho ni Asa Katsu Dekiru ka na...?» (яп. 一緒に朝活できるかな…？)                | Чіхіро Кумано    | Ясухіро Наканіші | Хіроакі Йосікава    | 22 травня 2022          |
| Наґі намагається уникати Хіро, але дивується, коли Хіро сама підходить до нього з проханням вчитися разом, що дає йому надію, що вона віддає перевагу йому, а не своєму нареченому. Вони розуміють, що обидва колекціонують пам'ятні печатки синтоїстських храмів, тому змагаються, хто збере їх більше. Хіро запитує, чи можуть вони вчитися разом щоранку, і Наґі задумується над тим, щоб сказати їй, що він заручений. Еріка переводиться до його класу, пояснюючи це тим, що випадково завантажила одне з їхніх фальшивих парних фото в інтернет. Її дівоча школа вимагала її присутності на дисциплінарному засіданні, але вона пропустила його, оскільки доглядала за Наґі під час його застуди, тому її батько перевів її до школи Наґі. Вона забороняє Наґі розповідати комусь у школі про їхні заручини. Як староста класу, Хіро показує Еріці школу, і Наґі жахається того, що може статися, якщо його наречена та його кохана стануть подругами. Зрештою він вирішує, що Еріці потрібна справжня подруга, на відміну від поверхових дівчат з її попередньої школи, і допомагає їй, за що Еріка йому вдячна. Хіро підозрює, звідки Наґі так багато знає про Еріку, тому вона заявляє, що він її фанат, що викликає ще один спалах суперництва між ними, оскільки Хіро виявляється великою шанувальницею Еріки. Хіро запрошує Еріку відвідати їхні з Наґі навчальні сесії, що робить Наґі ще більш ніяковим.                                                                                         | |                  |                  |                     |                         |
| 6 | «Я думала, ти живеш сам» Транслітерація: «Hitori de Sunderun da yo ne?» (яп. 一人で住んでるんだよね？)                                                 | Йошіюкі Шірахата | Ясухіро Наканіші | Йошіюкі Шірахата    | 29 травня 2022          |
| Наґі зізнається Еріці, що освідчився Хіро, тому вона вирішує йому допомогти. На їхньому першому спільному навчанні Еріка буквально одягається Купідоном, але її зусилля марні. Те, як вони сперечаються, викликає у Хіро підозри через їхню близьку поведінку. Хіро просить дозволу відвідати дім Еріки, щоб повчитися. Наґі каже Еріці відвести Хіро до її справжнього особняка, але Еріка та Хіро приїжджають до їхнього будинку, оскільки особняк Еріки на ремонті. Спілкуючись текстовими повідомленнями, Наґі ховає всі докази їхнього спільного проживання, перш ніж сховатися у своїй кімнаті. На жаль, одержимі фанати, яких Наґі побив, коли вперше зустрів Еріку, знаходять будинок і вриваються до саду, змушуючи Наґі вийти зі своєї кімнати, щоб знову їх побити. Хіро нарешті йде, а наступного дня запрошує їх до себе додому повчитися, розповідаючи, що її сім'я керує місцевим храмом, де Наґі може отримати їхню храмову печатку. Вони зустрічають матір Хіро, яка не дуже рада присутності Наґі. Поки Еріки немає, Хіро зізнається, що, коли вона сказала, що заручена, вона насправді мала на увазі, що одного дня успадкує храм, але сформулювала це так, щоб здавалося, що у неї є наречений, щоб відбити у Наґі бажання її домагатися. Вона підозрювала, що він, ймовірно, відмовиться від своїх майбутніх планів, щоб керувати храмом разом з нею, і не хотіла покладати на нього такий тягар.                                                                                        | |                  |                  |                     |                         |
| 7 | «Чи зміниться моя доля?» Транслітерація: «Unmei, Kawatchau no ka na?» (яп. 運命、変わっちゃうのかな？)                                                 | Марина Макі      | Ясухіро Наканіші | Йошіакі Окумура     | 5 червня 2022           |
| Наодинці Наґі вирішує, що зможе керувати храмом, і йому потрібно дізнатися більше про сім'ю Хіро. Наближається шкільна екскурсія до Камакури, і хоча Еріка відмовляється їхати, вона маніпулює Наґі, допомагаючи йому створити групу з Хіро. Хіро наполягає, щоб їхній груповий проєкт був змаганням зі збору найбільшої кількості храмових печаток. Коли Наґі запитує про її відповідь на його зізнання, Хіро зізнається, що її батьки змушують її успадкувати храм, чого вона не хоче, і бажає, щоб Наґі змінив її долю. Еріка розповідає, що один з її фанатів з класу на ім'я Шіон силою нав'язався до групи Наґі, помилково вважаючи, що Еріка буде в групі, тому вона погоджується поїхати, щоб завадити йому турбувати Наґі та Хіро. Шіон виявляється дратівливим суперфанатом, але допомагає Еріці робити чудові фотографії. Наґі постійно спостерігає за ними, настільки, що забуває проводити час з Хіро, яка сама йде збирати печатки. Наґі вирішує допомогти Еріці зробити ще одне фото, але вони так сильно сперечаються через це, що випадково роблять ще одне ідеальне парне фото, яке, зрештою, стає улюбленим фото Еріки. Наґі запитує про таємничу людину, яку шукає Еріка, і вона попереджає його, що знання, хто ця людина, змінить його майбутнє. | |                  |                  |                     |                         |
| 8 | «Ти збираєшся вийти за нього заміж?» Транслітерація: «Kono Mama Kekkon Shichau no?» (яп. このまま結婚しちゃうの？)                                     | Йошітака Нагаока | Ясухіро Наканіші | Йошітака Нагаока    | 12 червня 2022          |
| Наступного дня Еріка займається справами, а поки її немає, приходить Сачі. Судячи з його поведінки, вона звинувачує Наґі у сварці з Ерікою, поки він не зізнається у своїй дилемі та не вирішить запитати Еріку, кого вона шукає. Сачі вирішує жити з Наґі та Ерікою, стверджуючи, що орендована кімната, яку вона ділить з їхніми батьками, ускладнює навчання. Наґі намагається бути суворим з нею, але не отримує підтримки від Еріки, яка рада бачити Сачі. Залишившись наодинці, Еріка запитує справжній мотив Сачі, і Сачі зізнається, що з моменту появи Еріки вона боялася, що вони з Наґі одружаться, і вона ніколи більше його не побачить. Підслухавши це, Наґі вирішує дозволити їй залишитися, але одразу ж шкодує про це, оскільки Сачі займає його кімнату. Змушений піти за покупками необхідних речей для Сачі, Наґі усвідомлює, що Сачі популярна серед людей. Еріка наполягає на тому, щоб зробити нові сімейні фотографії, включаючи Сачі, і переселяє її до своєї спальні, дізнавшись, що Сачі розмовляє уві сні. Наґі нарешті розмовляє з Ерікою і зізнається, що він ще не готовий до змін у своєму майбутньому, але коли буде готовий, він хотів би знати, кого вона шукає. Еріку забавляє його хвилювання, але вона погоджується розповісти йому, коли він буде готовий. | |                  |                  |                     |                         |
| 9 | «Мене кличуть течії Куросіо» Транслітерація: «Kuroshio ga Ore o Yondeiru ze...!!» (яп. 黒潮が俺を呼んでいるぜ…!!)                                      | Такатоші Сузукі  | Ясухіро Наканіші | Куніхіса Сугісіма   | 19 червня 2022          |
| Хіро запрошує Наґі на побачення до парку розваг, але він розчарований, коли вона зізнається, що він потрібен їй для знижки на двох. Вона вибачається за те, що залишила його під час поїздки до Камакури, оскільки заблукала. Блукаючи дзеркальним лабіринтом, Наґі здається, що він випадково поцілував Хіро, що її забавляє, оскільки він насправді поцілував дзеркало. Сачі в поганому настрої, який, за її словами, викликаний побаченням Наґі, незважаючи на те, що він є нареченим Еріки. Вона веде Еріку до бейсбольного центру, а потім до громадської лазні, де Еріка зізнається, що рада, що Сачі її сестра, але Сачі все ще засмучена тим, що все змінюється. Повернувшись зі свого побачення, Сачі не забуває помучити Наґі з цього приводу; тим часом Еріка вирішує запросити свою матір до лазні. Серед ночі з'являється батько Наґі та Сачі, Йохей, щоб взяти їх усіх на риболовлю, що Наґі ненавидить через морську хворобу, оскільки він хоче провести час з усіма своїми дітьми. Згадавши, що Йохей сказав, що перестане брати його на риболовлю, якщо той зловить більшу рибу, ніж він, Наґі стає надзвичайно серйозним щодо риболовлі, але все одно ловить лише найменшу рибку. До кінця поїздки Наґі розуміє, що Йохей завжди брав його на риболовлю лише тоді, коли був у стресі, допомагаючи Наґі відволіктися від проблеми, тому він дякує Йохею за допомогу. Еріка розмірковує про те, якою б людиною вона могла б стати, якби її виховувала її біологічна сім'я.                     | |                  |                  |                     |                         |
| 10 | «Не стався до мене як до молодшої сестри» Транслітерація: «Imōto Atsukai Shinaide yo» (яп. 妹扱いしないでよ)                                           | Чіхіро Кумано    | Ясухіро Наканіші | Кен'ічі Нісіда      | 26 червня 2022          |
| Еріка проводить День матері зі своєю матір'ю, Ріцуко. Сачі вирішує купити подарунок їхній матері, Наміє, і звертається за допомогою до Наґі. Зрештою вони зупиняються на фартуху, який вона зможе носити в ресторані. Наґі гладить Сачі по голові за цю ідею, що її дратує, бо він ставиться до неї як до молодшої сестри. Вони доставляють фартух, але йдуть непоміченими. Еріка каже Ріцуко, що іноді думає, що Наґі було б краще одружитися з Сачі. Наступного дня Еріка отримує повідомлення від свого батька, Соічіро, і негайно тягне Наґі за покупками, зрештою зізнаючись, що Соічіро попросив приїхати, тому вона уникає його, побоюючись, що він захоче забрати її додому. Соічіро приїжджає і знаходить лише Сачі, тому веде її на вечерю в обмін на розповідь про Еріку та Наґі. Еріка вирішує протистояти Соічіро, але Наґі натомість вирішує допомогти їй і далі уникати його. Сачі зізнається, що, хоча Еріка та Наґі постійно сперечаються, через це вони стали ближчими друзями. Соічіро пропонує продовжувати підкуповувати Сачі солодощами в обмін на інформацію про Еріку та Наґі, на що Сачі погоджується. Соічіро повертається до свого офісу, де розмірковує про методи виховання пташенят зозулями та показує фотографію себе, Ріцуко, Еріки та хлопчика, схожого на Наґі. | |                  |                  |                     |                         |
| 11 | «Я не можу забути, що щойно сталося» Транслітерація: «Nakatta Koto ni Nante Dekinai yo» (яп. 無かったことになんて出来ないよ)                           | Шудзі Сайто      | Ясухіро Наканіші | Дзюн Хаторі         | 3 липня 2022            |
| Сачі повертається працювати до закусочної батьків, але все ще відмовляється повертатися додому. Блискавка вибиває електрику в місті, залишаючи Наґі та Еріку в темряві. Еріка запитує, чи подобається Наґі жити з нею, оскільки вона насолоджувалася кожним днем відтоді, як зустріла Наґі та Сачі. Наґі зізнається, що йому теж було добре. У темряві Наґі натикається і цілує Еріку, але світло вмикається і показує, що він насправді поцілував Сачі, яка щойно повернулася додому. Сачі збентежена, але гнівається, коли Наґі зазначає, що думав, що це Еріка, і їй слід просто забути про поцілунок. Наступного дня Сачі холодно ставиться до Наґі, але коли її шкільні подруги обговорюють телешоу, де закохуються брат і сестра, вона починає замислюватися, чи кохає Наґі. Еріка помічає напружену атмосферу, і коли Наґі розповідає про випадковий поцілунок, вказує, наскільки сильно він все зіпсував. Він може вважати Сачі своєю молодшою сестрою, але Сачі майже доросла жінка і навіть не його кровна родичка. Наґі не знає, як вибачитися, але після підбадьорливої розмови з Хіро йому вдається вибачитися перед Сачі та пообіцяти перестати думати про неї як про дитину, а як про жінку. Сачі прощає його і починає поводитися набагато щасливіше. | |                  |                  |                     |                         |
| 12 | «Це не те, щоб ти мені подобався, поки що» Транслітерація: «Suki ja Nai, Mada» (яп. 好きじゃない、まだ)                                                | Маю Нумаяма      | Ясухіро Наканіші | Куніхіса Сугісіма   | 10 липня 2022           |
| Еріка просить Наґі піти з нею за покупками, але він відмовляється, стверджуючи, що має плани. Він запрошує Хіро повчитися, щоб загладити свою провину за незручну ситуацію в парку розваг. Оскільки в публічній бібліотеці діє правило тиші, вони змушені спілкуватися через записки, хоча це виявляється більш інтимним. Хіро запрошує Наґі до кікбоксингового залу. Еріка бачить їхній спаринг і засмучується. Наступного дня Еріка вимагає, щоб Наґі пішов з нею на побачення. Змусивши його піти на пробіжку, вона пояснює, що думала, що йому подобаються вправи, оскільки він займався кікбоксингом. Оскільки Еріка ніколи раніше не відчувала ревнощів, Наґі доводиться пояснювати їй, що ревнощі означають, що вона мусить йому подобатися. Це її розлючує, тому вона випалює, що він їй «поки що» не подобається, а потім тікає. «Поки що» спантеличує Наґі, і він починає замислюватися, чи, можливо, йому подобається Еріка. Він відвідує ресторан своїх батьків, де випадково знаходить незручні любовні листи, які Йохей писав Наміє в старшій школі. Йохей стверджує, що кохання змушує людей робити незручні речі, але якщо це справжнє кохання, воно того варте. Наґі сумнівається, що зможе це зробити, тому Йохей вимагає, щоб він просто відчув, хто в його серці. Наґі робить це і ще більше плутається, коли відчуває, що Еріка, Хіро та Сачі займають рівні місця в його серці. Пізніше Еріка отримує повідомлення від Наґі, в якому йдеться, що вона йому теж «поки що» не подобається. | |                  |                  |                     |                         |
| 13 | «Справи йдуть не зовсім гладко, чи не так?» Транслітерація: «Nakanaka Umaku Ikanai nē» (яп. なかなかうまくいかないねぇ)                                | Йошітака Нагаока | Ясухіро Наканіші | Йошіакі Окумура     | 24 липня 2022           |
| Наґі так відволікається на свої почуття під час іспитів, що не лише Хіро повертає собі перше місце, а й він сам опускається на 13-те місце в рейтингу. Хіро виглядає засмученою цим, що ще більше засмучує Наґі. Еріка не бачить проблеми, поки Сачі не нагадує їй, що Наґі жодного разу не опускався нижче 2-го місця, не кажучи вже про 13-те. Наґі звинувачує свою самовпевненість у тому, що він одного разу переміг Хіро, а також у тому, що майже не вчився, оскільки почав веселитися з Ерікою. Еріці вдається переконати його почуватися краще. Наступного дня Хіро несподівано запізнюється на їхнє ранкове навчання, але коли вона приходить і чує, як Наґі та Еріка сваряться, як завжди, вона вирішує піти і стає ще більш віддаленою від Наґі. Наґі в депресії, поки не отримує несподіваний виклик від Хіро на зустріч. Еріка переконана, що Хіро відмовилася від Наґі після його жахливих результатів іспитів і, ймовірно, збирається остаточно його відкинути. Однак Хіро не хвилюють його оцінки, і вона більше засмучена тим, що саме Еріка, а не вона, його академічна суперниця, змусила його почуватися краще. Усвідомивши, що він все ще кохає Хіро, а вона все ще піклується про нього, Наґі знову починає старанно вчитися. Еріка просить його допомогти їй виправити її власні жахливі оцінки, розповідаючи, що якщо вона провалить будь-який зі своїх наступних іспитів, її батьки змусять її повернутися додому.                                                                    | |                  |                  |                     |                         |
| 14 | «Перешкоди існують, щоб їх долати!!» Транслітерація: «Kabe wa Koeru Tame ni Aru!!» (яп. 壁は超えるためにある!!)                                        | Такатоші Сузукі  | Ясухіро Наканіші | Такаші Наоя         | 31 липня 2022           |
| Коли за понад три години Еріка не може відповісти на жодне запитання, вона змиряється з переїздом. Наґі розчарований, оскільки йому та Сачі доведеться повернутися до тісної квартири батьків. Пізніше він розуміє, що Еріка вчилася сама всю ніч, а Сачі вимагає, щоб замість того, щоб недбало навчати, одночасно займаючись власним навчанням, він навчав її належним чином. Усвідомивши, що він не надав жодної реальної допомоги, Наґі вривається до кімнати Еріки і оголошує, що навчить її найосновнішого методу складання іспитів — механічному заучуванню типових екзаменаційних питань. Після інтенсивного навчання протягом вихідних Еріка отримує прохідний бал. Соічіро радий, що його план маніпулювання Ерікою спрацював. Сачі запрошує Еріку на фестиваль біля їхньої батьківської закусочної, хоча від неї та Наґі очікується допомога в їхньому кіоску з якисобою. Сачі надзвичайно ніяково, коли клієнт думає, що вона та Наґі — пара. З'являється Хіро і просить Наґі відвідати решту фестивалю, коли він закінчить працювати. Сачі роздратована тим, що він не піде з нею та Ерікою. Пізніше Хіро зустрічає Еріку та Сачі разом, але спантеличена тим, як Сачі одночасно є сестрою і Еріки, і Наґі. | |                  |                  |                     |                         |
| 15 | «Ми повинні їй розповісти... про наш секрет!» Транслітерація: «Iu Shikanai, Oretachi no Himitsu...!» (яп. 言うしかない、俺たちの秘密…！)               | Фуміо Маезоно    | Ясухіро Наканіші | Йошіакі Окумура     | 7 серпня 2022           |
| Наґі та Еріка опиняються на фестивалі наодинці. Еріка привертає увагу своїх фанатів, тому Наґі купує маску. Наґі натикається на Сачі з її друзями і випадково чує, як вони дражнять Сачі через її братокомплекс. Раптом Еріку оточують фанати, які намагалися вдертися до їхнього будинку, один з яких накачав м'язи для реваншу з Наґі. Не бажаючи влаштовувати сцену, Наґі та Еріка тікають. Еріка вирішує, що це літо було її улюбленим, навіть у порівнянні з літами, які вона проводила з батьками у закордонних відпустках. Вони разом дивляться феєрверк, і Сачі, і Хіро розчаровані тим, що не змогли подивитися його з Наґі. Хіро наздоганяє їх і нарешті запитує, як вони пов'язані, оскільки обидві стверджують, що Сачі — їхня сестра. Наґі відчуває провину, тому вони нарешті розповідають Хіро про те, що їх переплутали при народженні і тепер вони заручені. Хіро приймає пояснення, і Еріка сподівається, що тепер вони стануть кращими подругами. Оскільки їй потрібно купити подарунок для Сачі, Еріка залишається на фестивалі, а Наґі проводжає Хіро додому. Хіро змушує Наґі пообіцяти ніколи більше не приховувати секретів, і він погоджується, хоча їхню розмову бачить Сачі. Наґі повертається додому щасливішим, ніж будь-коли, а Сачі запитує Еріку про Хіро. | |                  |                  |                     |                         |
| 16 | «Я хочу поговорити про це зараз» Транслітерація: «Ima no Kaiwa ga Shitain Desu» (яп. 今の会話がしたいんです)                                           | Нобуйоші Арай    | Ясухіро Наканіші | Нобуйоші Арай       | 14 серпня 2022          |
| Еріка та Сачі цілий день стежать за Хіро, але не знаходять нічого підозрілого. Сачі оголошує, що планує вступити до тієї ж старшої школи, що й Наґі, і починає старанно вчитися. Наґі розповідає Еріці, що відчуває, ніби Сачі поводиться дивно і все менше і менше схожа на сестру. Сачі відвідує день відкритих дверей у школі, а Хіро є її гідом. Сачі запитує Хіро, що вона думає про Наґі. Хіро повторює свою заяву про заручини, але зізнається, що Наґі її захоплює. Наґі поспішає почути, про що вони говорять, але виявляє, що Сачі та Хіро якось стали подругами. Вдома Сачі продовжує вчитися, але Наґі залишається стурбованим, оскільки їхня школа є приватною академією з щорічною платою, і їхнім батькам вже важко платити лише за нього. Однак їхні батьки вирішують, що якщо Сачі вступить, вони просто продадуть свій ресторан, щоб оплатити навчання. Сачі відмовляється це допустити, і між Сачі та Наміє розгорається боротьба волі, а Наґі та Йохей налякані та безсилі їх зупинити, поки Еріка не втручається, щоб заспокоїти всіх. Коли вони повертаються додому, Сачі вперше називає Еріку сестрою, залишаючи Наґі розчарованим тим, що вона не назвала його братом. | |                  |                  |                     |                         |
| 17 | «Зараз може статися будь-що!» Транслітерація: «Nani ga Okite mo Okashikunai node wa!!?» (яп. なにが起きてもおかしくないのでは!!?)                      | Йошіакі Окумура  | Ясухіро Наканіші | Норіхіро Наганума   | 21 серпня 2022          |
| Наґі, Еріка та Хіро вирішують вчитися на дачі Еріки в Каруїдзаві, хоча Шіон також напрошується з ними. Еріка непомітно ховає фотографію на столику, перш ніж хтось її побачить. Шіон іде за продуктами з Ерікою, залишаючи Наґі наодинці з Хіро. Хіро пропонує їм втекти до сусіднього озера, де зізнається, що іноді їй важко зосередитися на навчанні. Шіон вирішує, що є щось, що він хоче повідомити Еріці. Хіро вирішує прийняти ванну, відволікаючи Наґі, який не може вчитися, знаючи, що Хіро гола. Повертається Еріка і приєднується до Хіро у ванній. Шіон стверджує, що зізнався Еріці, хоча з'ясовується, що він лише подякував їй за запрошення вчитися разом. Наґі полегшено зітхає, що це не було зізнання, але потім плутається, чому він відчув полегшення. Еріка зізнається Хіро, що забула спакувати будь-що для поїздки, наприклад, спідню білизну чи піжаму. Вони намагаються вчитися, поки Шіон не розповідає, що знайшов у лісі храм, ідеальний для випробування сміливості. Шіон планує піти з Ерікою, а Наґі з Хіро, але Еріка раптово вирішує піти з Наґі, стверджуючи, що їй потрібно обговорити щось важливе. Знаючи, що Наґі потрібно перемогти Хіро на іспитах, щоб зустрічатися з нею, Шіон запитує, чому Хіро так одержима найвищим балом. Вона уникає відповіді і натомість пропонує допомогти Шіону зізнатися Еріці, хоча приховує свою причину. | |                  |                  |                     |                         |
| 18 | «Хто ця людина?» Транслітерація: «Sono Hito wa Dare...?» (яп. その人は誰…？)                                                                           | Шудзі Сайто      | Ясухіро Наканіші | Кен'ічі Нісіда      | 28 серпня 2022          |
| Сачі, хвору на лихоманку, відвозять до лікарні. Еріка пояснює Наґі, що в неї закінчилася білизна і вона гола під сукнею, тому бере його з собою, оскільки він єдиний, кому вона довіряє провести її до магазину, щоб купити нову. Після вечері Хіро зауважує, що Наґі виглядає щасливішим, і він розуміє, що насправді отримує задоволення. Наґі пропонує піти подивитися на зірки, але отримує повідомлення від Наміє про Сачі. Зрештою Еріка розуміє, що Наґі зник, поїхавши додому потягом, нікому нічого не сказавши. У лікарні Сачі сварить Наґі за те, що він покинув своїх друзів, але рада, що він приїхав. Еріка повертається додому, і Наґі дивується, що вона погоджується, що він вчинив правильно. Її реакція змушує Наґі усвідомити, що через їхнє різне виховання він насправді нічого не знає про особисте життя Еріки. Хіро розглядає фотографію, яку вона бачила, ту саму, яку Еріка намагалася сховати. Соічіро їде до Каруїдзави і забирає фотографію, показуючи, що це фотографія Еріки та хлопчика, схожого на Наґі, і що він сам її там поклав, сподіваючись, що Наґі її побачить. Наґі запитує Еріку про людину, яку вона намагається знайти, зрозумівши, що це має бути хтось, кого вона кохає, і нарешті запитує її, хто це, незалежно від наслідків. | |                  |                  |                     |                         |
| 19 | «Ти, мабуть, уже помітила.» Транслітерація: «Mō Kizuite Irunda yo ne...?» (яп. もう気づいているんだよね…？)                                            | Шінья Сасакі     | Ясухіро Наканіші | Куніхіса Сугісіма   | 4 вересня 2022          |
| Еріка показує Наґі фотографію і підтверджує, що на ній насправді не Наґі, а її старший брат Сосуке, біологічний старший брат Наґі. Вона здивована, коли Наґі ніяк не реагує на цю новину. З незрозумілих причин батьки Еріки вдають, ніби Сосуке не існує, але Еріка завжди хотіла знову його побачити, і коли вона вперше зустріла Наґі, то спочатку подумала, що це Сосуке. Еріка близька до того, щоб кинути кар'єру інтернет-знаменитості, оскільки її слава жодного разу не спонукала Сосуке зв'язатися з нею. Наґі вирішує, що вони разом знайдуть Сосуке, шукаючи його безпосередньо, замість того, щоб чекати, поки він зв'яжеться з Ерікою. Сачі нарешті повертається з лікарні. Наґі згадує кожну свою взаємодію з Ерікою і переконує себе, що був лише замінником Сосуке. Він вирішує запитати своїх біологічних батьків, Соічіро та Ріцуко, правду про Сосуке. Виявляється, Соічіро очікував візиту Наґі. Еріка розповідає Сачі про Сосуке, і Сачі розуміє, що це багато чого пояснює в характері Еріки; вона теж молодша сестра. Соічіро продовжує стверджувати, що Сосуке не існує, і шокує Наґі, припустивши, що всі його проблеми вирішаться, якщо він одружиться з Сачі. | |                  |                  |                     |                         |
| 20 | «Я вже хочу подорослішати!» Транслітерація: «Hayaku Otona ni Naritāi!!!!» (яп. 早く大人になりたーい!!!!)                                               | Фуміо Маезоно    | Ясухіро Наканіші | Йошіакі Окумура     | 11 вересня 2022         |
| Наґі повертається додому розчарований тим, що нічого не дізнався про Сосуке, і знаходить Еріку та Сачі, які готуються до літніх канікул. Еріка не здивована його невдачею і, на диво, погоджується, що Наґі технічно міг би одружитися з Сачі, але потім замовкає, коли Наґі зазначає, що, за логікою Соічіро, Еріка могла б одружитися з Сосуке. Несподівано Хіро запрошує Наґі на друге побачення — покататися на велосипедах. Перед тим, як вони вирушать, вона загадує йому загадку: Що є найближчим і найдальшим? Під час поїздки Наґі розмірковує над заплутаною та дратівливою поведінкою Соічіро. Він і Хіро приїжджають на пляж, де Хіро розкриває відповідь на загадку: Сім'я. Наґі зізнається, що його дратує Соічіро, а Хіро зізнається, що хоче якомога швидше стати дорослою, але не пояснює чому. Сачі знову вечеряє з Соічіро, який прямо запитує її, чи готова вона вийти за Наґі заміж. Повернувшись додому, Сачі починає поводитися відсторонено, турбуючи Наґі своєю поведінкою. Сачі все більше злиться щоразу, коли Наґі поводиться як старший брат, і, роздратована, запитує його, чи погодився б він одружитися з нею, якби вона йому освідчилася? Коли він стверджує, що ні, бо вона його сестра, вона вдає, що жартувала. | |                  |                  |                     |                         |
| 21 | «Це секрет між тобою і мною» Транслітерація: «Watashi to Nagi-kun dake no Himitsu jan» (яп. 私と凪くんだけの秘密じゃん)                                | Такатоші Сузукі  | Ясухіро Наканіші | Кен'ічі Нісіда      | 18 вересня 2022         |
| Наґі отримує свій річний звіт і, незважаючи на тимчасове падіння до 13-го місця, піднявся на 1-ше. Наґі сподівається, що вони з Хіро почнуть зустрічатися, але Хіро знову відмовляє йому, посилаючись на існування свого нареченого, хоча й зізнається, що хотіла б бути нареченою Наґі. Еріка запрошує всіх до одного зі своїх пляжних будинків, щоб вони могли зрозуміти, що має на увазі Хіро. Еріка вирішує, що Хіро не повинна дізнатися, що вони живуть разом, але коли вони повертаються додому, Сачі запрошує Хіро до себе повчитися. Хіро насправді не здивована, оскільки вона вже деякий час підозрювала, що вони живуть разом. На пляжі Наґі запитує, чому Сачі розповіла Хіро правду. Сачі стверджує, що це для того, щоб Хіро могла частіше приходити до неї займатися, тому Наґі не слід скаржитися, оскільки це означає, що він зможе частіше бачитися з Хіро. Наґі не впевнений, тому Еріка пропонує поговорити з Хіро, оскільки підозрює, що винен насправді Соічіро. Наґі вибачається перед Хіро, і хоча вона не засмучена тим, що він брехав, вона, здається, засмучена тим, що він веселиться з Ерікою, живучи разом. Вона прощає його, а потім зізнається, що Сачі закохана в нього, чому він не вірить. Еріка переконана, що Хіро закохана в Наґі, але Сачі сумнівається. Наґі прямо запитує Сачі, чи закохана вона в нього, і хоча вона карає його за те, що він її збентежив, вона ніколи цього насправді не заперечує.                                                               | |                  |                  |                     |                         |
| 22 | «Я буду з тобою, коли ти його зустрінеш» Транслітерація: «Au Toki wa Ore mo Issho da» (яп. 会う時は俺も一緒だ)                                         | Йошіакі Окумура  | Ясухіро Наканіші | Куніхіса Сугісіма   | 25 вересня 2022         |
| Сачі сердиться на Хіро за те, що вона сказала Наґі, але також спантеличена словами Соічіро. Наґі вирішує покупатися голим у відкритій ванні Еріки і шокований, коли вона приєднується до нього, теж гола. Спочатку Наґі думає, що вона намагається його спокусити, занадто пізно розуміючи, що на Еріці насправді був бікіні. Пізніше Еріка пояснює, що в будинку лише два ліжка, і за жеребом Сачі повинна спати з Наґі. Еріка запитує про нареченого Хіро, і та зізнається, що ніколи його не зустрічала. Потім Хіро запитує, чи дозволить Еріка їй одружитися з Наґі замість неї, але Хіро засинає, перш ніж Еріка встигає відповісти. Наґі не може заснути так близько до Сачі, тому йде і знаходить Еріку, яка згадала, що вони з Сосуке приїжджали до цього пляжного будинку щоліта. З цього Еріка знаходить докази на ігровій консолі, що Сосуке був у пляжному будинку лише три дні тому. Сподіваючись, що Сосуке все ще може бути в сусідньому містечку, Наґі поспішає його знайти. Еріці страшно, що вони можуть так раптово знайти Сосуке після багатьох років пошуків, і вона не знає, що йому скаже, тому Наґі обіцяє її підтримати. Після цілого дня пошуків ніхто в місті не знає Сосуке, тому Еріка вирішує, що Сосуке, мабуть, уже поїхав, але все одно вдячна Наґі за його допомогу. | |                  |                  |                     |                         |
| 23 | «Що нам тепер робити?» Транслітерація: «Kore kara Dō Shiyokka» (яп. これからどうしよっか)                                                              | Томіо Ямаучі     | Ясухіро Наканіші | Хітоюкі Мацуї       | 2 жовтня 2022           |
| Хіро оголошує, що вони з Наґі поїдуть додому окремо від Еріки та Сачі та сядуть на потяг до сусіднього храму, щоб разом зібрати печатку. Еріка розповідає Сачі, що Хіро хоче одружитися з Наґі. Потяг скасовують, і Наґі з Хіро застрягають. Еріка та Сачі жахаються, коли Наґі пише їм, що вони з Хіро залишаться на ніч. Наґі ніяково, коли для того, щоб отримати номер у готелі, вони з Хіро повинні вдавати з себе подружжя. Наґі обіцяє спати на підлозі, але коли Хіро спотикається об свій халат, вони опиняються на ліжку. Наґі намагається встати, але Хіро зауважує, що, оскільки вони збрехали, щоб отримати кімнату, ще одна погана річ нічого не змінить. Наґі ніяково, коли Хіро насправді пропонує купити алкоголь, оскільки вона втомилася бути ідеальною ученицею і хоче хоч раз повестися погано. Раптово приїжджає поліція, і Наґі панікує, боячись, що брехня про їхній вік призведе до виключення зі школи. Виявляється, це розіграш Еріки та Сачі, які найняли таксі, щоб їх забрати. Оскільки Наґі був напівголий і переодягався, Еріка та Сачі карають його, вимагаючи дізнатися, чи щось сталося, але Хіро дає навмисно розпливчасту відповідь, поки вони їдуть додому. | |                  |                  |                     |                         |
| 24 | «Все, що має значення, це щоб ви двоє були щасливі» Транслітерація: «Futari ga Shiawase nara Sore ga Ichiban jan» (яп. 二人が幸せならそれが一番じゃん) | Чіхіро Кумано    | Ясухіро Наканіші | Йошіюкі Шірахата    | 2 жовтня 2022           |
| Наґі, Сачі та Еріку запрошують на день народження Йохея. Еріка розглядає фотографії з попередніх днів народжень Йохея і на одній з них бачить маленьку дівчинку зі срібним волоссям. Наміє та Йохей зізнаються, що хотіли, щоб Наґі та Еріка одружилися, щоб зберегти всіх своїх дітей разом, але тепер їх це більше не хвилює. Наґі та Еріка розуміють, що насправді більше немає причин залишатися зарученими. Наступного дня у Еріки піднімається температура. Сачі та Хіро призначають себе її медсестрами, але Еріка відсилає їх. Наґі втручається і виявляє, що Еріка так турбувалася про Сачі та Хіро, що виснажила себе до хвороби. Еріка запитує, звідки Наґі так добре її знає, і він стверджує, що це тому, що вона його наречена. Підслухавши це, Сачі та Хіро розуміють, що Еріка завжди буде найближчою до Наґі, що особливо засмучує Хіро. Йохей надсилає їм копію своєї фотографії з дня народження, на якій є Еріка. Еріка розмірковує, чи матиме вона колись таку сім'ю, як у Наґі, і Наґі натякає, що все можливо. Сачі таємно вирушає на ще одну зустріч із Соічіро, який радий, що Наґі та Еріка роблять успіхи у напрямку шлюбу, але він має намір, щоб це був їхній вибір без його тиску. Тим часом Еріка та Наґі знову сваряться через домашні справи, і обидва впадають у відчай через заручини з такою дратівливою людиною. | |                  |                  |                     |                         |

## Сприйняття
Повідомлялося, що перший том манґи був розпроданий у магазинах через високий попит, і що продажі перевищили очікування видавця та автора. «A Couple of Cuckoos» посіла дванадцяте місце у списку найкращих манґ 2021 року для читачів-чоловіків за версією Kono Manga ga Sugoi! від Takarajimasha. Серія посіла п'яте місце у списку «Рекомендовані комікси 2021 року від працівників книжкових магазинів по всій країні» за версією вебсайту Honya Club. Манґа була номінована на 46-ту премію Kodansha Manga Award у категорії шьонен у 2022 році.

## Нотатки
1. ↑  генеральний директор (яп. 総監督)
2. 1 2  Масакадзу Хісіда — письменник під псевдонімом Jō Aoba (яп. 青葉 譲, Aoba Jō).[6]
3. ↑  TV Asahi повідомило, що прем'єра серіалу відбудеться о 25:30 23 квітня 2022 року, тобто фактично о 1:30 ночі за японським часом 24 квітня.
4. ↑  Усі назви є дослівним перекладом англійських назв Crunchyroll.[55]
5. 1 2  Цей епізод вийшов в ефір о 3:00 ранку за японським часом, через 1 годину і 30 хвилин після оригінального ефіру на TV Asahi.
6. ↑  Цей епізод вийшов в ефір о 1:50 ночі за японським часом, через 20 хвилин після оригінального ефірного часу на TV Asahi.
7. 1 2  Цей епізод вийшов в ефір о 2:00 ночі за японським часом, через 30 хвилин після оригінального часу трансляції на TV Asahi.
8. 1 2   Останні 2 епізоди транслюватимуться один за одним на телеканалі TV Asahi.